# パターン変数
パターン変数とは、タルコット・パーソンズが提唱した行為・価値分析のための理論。

## 5つのパターン
どちらか一方を選ぶことで行為のありかたが決まってくる対を5組挙げている。
1. 感情―感情中立性
2. 自己志向―集団志向
3. 個別主義―普遍主義
4. 属性本位―業績本位
5. 限定性―無限定性

## 各パターンの変数的要素
- 感情―感情中立性は、感情に従って判断する態度と、感情に流されずに合理的に判断する態度の対立。

- 自己志向―集団志向は利益や規範の基準の対立。自分個人を重視するか他者を含めた集団を重視するか。

- 個別主義―普遍主義は基準の適用基準に関する対立。主観的な基準で対応するか、一般的な基準で対応するか。

- 属性本位―業績本位は人の評価基準に関する対立。「どんな人間か」（生まれ、地位など）で評価するか、あるいは「何ができるか」で評価するか。

- 限定性―無限定性は行為の範囲に関する対立。対象を限定して絞り込むか、広く関わろうとするか。